# TOI-2145
TOI-2145 — одиночная звезда в созвездии Геркулеса. Находится на расстоянии приблизительно 406 световых лет (около 125 парсек) от Солнца. Видимая звёздная величина звезды — +9,123m. Возраст звезды определён как около 1,79 млрд лет.
Вокруг звезды обращается, как минимум, одна планета.

## Характеристики
TOI-2145 — жёлто-белая звезда спектрального класса F8. Масса — около 1,686 солнечной, радиус — около 2,774 солнечного, светимость — около 10,036 солнечной. Эффективная температура — около 5992 K.

## Планетная система
В 2019 году учёными, анализирующими данные проектов HIPPARCOS и Gaia, у звезды обнаружена планета HIP 86040 c.
В 2022 году группой астрономов проекта TESS было объявлено об открытии планеты TOI-2145 b.